# 2006年のJリーグ ディビジョン1
- 日本プロサッカーリーグ  > Jリーグ ディビジョン1 > 2006年のJリーグ ディビジョン1
- 2006年のスポーツ  >  2006年のサッカー  >  2006年のJリーグ  > 2006年のJリーグ ディビジョン1

この項目では、2006年シーズンのJリーグ ディビジョン1（J1）について述べる。

## 2006年シーズンのJ1のクラブ
2006年シーズンのJ1のクラブは以下の通りである。この内京都パープルサンガ、アビスパ福岡、ヴァンフォーレ甲府が前シーズンJ2リーグからの昇格クラブである。
| チーム名               | 監督                     | 所在 都道府県 | ホームスタジアム                                | 前年成績 |
| ---------------------- | ------------------------ | ------------- | ----------------------------------------------- | -------- |
| 鹿島アントラーズ       | パウロ・アウトゥオリ     | 茨城県        | 県立カシマサッカースタジアム                    | J1 3位   |
| 浦和レッズ             | ブッフバルト             | 埼玉県        | 埼玉スタジアム2002 さいたま市浦和駒場スタジアム | J1 2位   |
| 大宮アルディージャ     | 三浦俊也                 | 埼玉県        | さいたま市浦和駒場スタジアム（暫定）            | J1 13位  |
| ジェフユナイテッド千葉 | オシム                   | 千葉県        | 市原臨海競技場 フクダ電子アリーナ               | J1 4位   |
| FC東京                 | アレッシャンドレ・ガーロ | 東京都        | 味の素スタジアム                                | J1 10位  |
| 川崎フロンターレ       | 関塚隆                   | 神奈川県      | 等々力陸上競技場                                | J1 8位   |
| 横浜F・マリノス        | 岡田武史                 | 神奈川県      | 日産スタジアム 三ツ沢公園球技場                 | J1 9位   |
| ヴァンフォーレ甲府     | 大木武                   | 山梨県        | 山梨県小瀬スポーツ公園陸上競技場                | J2 3位   |
| アルビレックス新潟     | 鈴木淳                   | 新潟県        | 新潟スタジアム 新潟市陸上競技場                 | J1 12位  |
| 清水エスパルス         | 長谷川健太               | 静岡県        | 日本平スタジアム                                | J1 15位  |
| ジュビロ磐田           | 山本昌邦                 | 静岡県        | ヤマハスタジアム（磐田）                        | J1 6位   |
| 名古屋グランパスエイト | フェルフォーセン         | 愛知県        | 名古屋市瑞穂陸上競技場                          | J1 14位  |
| 京都パープルサンガ     | 柱谷幸一                 | 京都府        | 京都市西京極総合運動公園陸上競技場兼球技場      | J2 優勝  |
| ガンバ大阪             | 西野朗                   | 大阪府        | 万博記念競技場                                  | J1 優勝  |
| セレッソ大阪           | 小林伸二                 | 大阪府        | 大阪長居スタジアム                              | J1 5位   |
| サンフレッチェ広島     | 小野剛                   | 広島県        | 広島ビッグアーチ                                | J1 7位   |
| アビスパ福岡           | 松田浩                   | 福岡県        | 東平尾公園博多の森球技場                        | J2 2位   |
| 大分トリニータ         | シャムスカ               | 大分県        | 九州石油ドーム                                  | J1 11位  |

### 監督交代
| チーム名               | 前監督                   | 退任日  | 監督代行             | 新監督                   | 就任日  | 備考                       |
| ---------------------- | ------------------------ | ------- | -------------------- | ------------------------ | ------- | -------------------------- |
| セレッソ大阪           | 小林伸二                 | 4月18日 | -                    | 塚田雄二                 | 4月18日 | 育成アドバイザーからの異動 |
| サンフレッチェ広島     | 小野剛                   | 4月18日 | 望月一頼（GKコーチ） | ミハイロ・ペトロヴィッチ | 6月7日  | 外部より招聘               |
| アビスパ福岡           | 松田浩                   | 5月22日 | -                    | 川勝良一                 | 6月3日  | 外部より招聘               |
| ジュビロ磐田           | 山本昌邦                 | 6月9日  | -                    | アジウソン               | 6月22日 | 外部より招聘               |
| ジェフユナイテッド千葉 | イビチャ・オシム         | 7月17日 | -                    | アマル・オシム           | 7月17日 | コーチからの昇格           |
| FC東京                 | アレッシャンドレ・ガーロ | 8月15日 | -                    | 倉又寿雄                 | 8月15日 | U-18監督からの異動         |
| 横浜F・マリノス        | 岡田武史                 | 8月24日 | -                    | 水沼貴史                 | 8月24日 | コーチからの昇格           |
| 京都パープルサンガ     | 柱谷幸一                 | 10月3日 | -                    | 美濃部直彦               | 10月3日 | ヘッドコーチからの昇格     |

## レギュレーションの変更点
ベンチ入りメンバーが最大7人まで拡張された。

## 2006年シーズンのJ1のスケジュール
開幕戦は3月4日にG大阪対浦和戦、翌5日に残りの8試合が行われた。5月6日、7日の第12節をもってドイツW杯による中断期間に入った。再開は7月12日にAFCチャンピオンズリーグのため未消化であったG大阪対磐田戦が行われ、翌週の19日から本格的に再開された。以後はAFCアジアカップ予選などによる2週間程度の中断期間を数回挟みながら、12月2日まで開催された。

## リーグ概要
2003年・2004年年間王者の横浜FMが開幕4連勝で2年ぶりの優勝に向けて好スタートを切った。しかし第5節で浦和との不敗チーム同士決戦に敗れて以降、15試合でわずか2勝しかできずに首位から12位まで順位を下げ、2003年から指揮を執っていた監督の岡田武史が不振の責任を取って辞任する事態に至った。また前年は優勝争いをしたC大阪と、充実した戦力を補強をした広島が不振にあえぐ意外な展開も見られた。特に広島に至っては開幕から10戦勝ち星が無かった。横浜FMの失速後は前年王者のG大阪、優勝候補本命と言われていた浦和、開幕2試合で13点を取って勢いに乗った川崎が代わる代わる首位に立ち、ワールドカップによる中断時点では川崎が首位であった。
再開後はG大阪・浦和・川崎の3強に、前年J1自動残留ギリギリの15位から躍進を遂げた清水が絡む展開になったが、若手が多く優勝争い慣れしていない清水がまず脱落。第24節まではG大阪が首位であったが、第25節からの4試合で3敗1分けという不振で浦和に首位の座を明け渡す。ただし浦和も首位に立ってからは取りこぼしが目立つようになった。川崎は大量失点の試合も多いという欠点もあったがリーグトップの得点力で食らいつき、第31節終了時点では首位の浦和を勝ち点3差でG大阪、4差で川崎が追いかける状況であった。
11月23日に行われた第32節、浦和はホームで甲府に勝利、G大阪はアウェーで福岡に引き分け、川崎はアウェーで清水に敗れ、この時点で首位浦和と勝ち点差7となった川崎の優勝可能性が消滅。浦和とG大阪の勝ち点差も5となり、浦和は残り2試合で1勝でもすればG大阪の結果にかかわらず優勝が決まる展開となった。しかし11月26日の第33節、浦和がアウェーでFC東京とスコアレスドロー、G大阪がホームで京都に勝って勝ち点差を再び3に詰め、優勝の行方は12月2日の最終節・浦和とG大阪の開幕カード以来の直接対決に持ち越されることになった。得失点差でも浦和が6上回る展開だったため、G大阪が優勝するには3点差以上で勝利する必要があり、浦和が有利な状況には変わりはなかった。
62,240人と、当時Jリーグの最多観客数を更新したこの試合、21分にマグノ・アウベスのゴールでG大阪が先制するも、27分にはポンテのゴールで浦和がすぐに追いつき、さらに前半終了間際のワシントンのゴールで浦和が逆転。後半に入ってもワシントンが追加点をあげて突き放す。G大阪は後半途中から、ウイルス性肝炎で長期離脱していた遠藤保仁を投入し反撃に出るが、反撃は78分の山口智の挙げた1点止まり。浦和が3-2で勝利し、14年目での初優勝を飾った。この試合は、2013年に行われたJリーグ20周年企画「Jクロニクルベスト」において最も得票を集めた試合となった。また、同節で勝利した川崎がG大阪を交わして逆転で2位になり、翌年のAFCチャンピオンズリーグの出場権を獲得した。
残留争いは中断時点では福岡・京都・甲府の昇格組に、前年は躍進を見せていたC大阪・広島、ここ数年不振が続く名古屋が加わり、シーズン終盤にはFC東京・大宮もこれに加わった。特に前年最後の最後まで優勝争いをしていたC大阪は開幕から大量失点を繰り返し、監督の小林伸二が早々と解任されるシーズン前の予想からは信じられない状況であった。再開後は15位以上の勝ち点もそれほど伸びなかったが、前半不振だった名古屋はヨンセンの補強、広島も新監督にペトロヴィッチを迎えるとそれぞれ順位を上げ、残留争いからは脱出した。シーズン終盤はFC東京・大宮がやや不振気味で順位を落としていたが、それ以上に16位以下のC大阪・京都・福岡の3チームが勝てず、残留争いはこの3チームに絞られた。最終的には京都が第31節からの3連敗で最下位が確定してJ2降格が決定、残り1試合の段階でC大阪が福岡に勝ち点差1を付けており、最終節で勝てばJ1・J2入れ替え戦に進出できた。しかし、最終節でC大阪が負けて福岡が引き分けたため勝ち点で並んだが、得失点差が2上回った福岡が16位、C大阪が17位となり、C大阪の降格が決まった。福岡はJ2・3位の神戸と入れ替え戦を戦うことになった。
なお、大宮アルディージャはさいたま市大宮公園サッカー場のJ1基準スタジアムへの改修をするため閉鎖中だったため、さいたま市駒場スタジアムへ暫定移転した。大分トリニータ本拠地の大分スポーツ公園総合競技場（大分ビッグアイ）は、命名権締結により「九州石油ドーム」に改名。

## 順位表
| 順 | チーム                 | 試 | 勝 | 分 | 敗 | 得 | 失 | 差  | 点 | 出場権または降格                       |
| -- | ---------------------- | -- | -- | -- | -- | -- | -- | --- | -- | -------------------------------------- |
| 1  | 浦和レッズ (C) (Q)     | 34 | 22 | 6  | 6  | 67 | 28 | +39 | 72 | ACL2007グループステージ1の出場権を獲得 |
| 2  | 川崎フロンターレ (Q)   | 34 | 20 | 7  | 7  | 84 | 55 | +29 | 67 | ACL2007グループステージ1の出場権を獲得 |
| 3  | ガンバ大阪             | 34 | 20 | 6  | 8  | 80 | 48 | +32 | 66 |                                        |
| 4  | 清水エスパルス         | 34 | 18 | 6  | 10 | 60 | 41 | +19 | 60 |                                        |
| 5  | ジュビロ磐田           | 34 | 17 | 7  | 10 | 68 | 51 | +17 | 58 |                                        |
| 6  | 鹿島アントラーズ       | 34 | 18 | 4  | 12 | 62 | 53 | +9  | 58 |                                        |
| 7  | 名古屋グランパスエイト | 34 | 13 | 9  | 12 | 51 | 49 | +2  | 48 |                                        |
| 8  | 大分トリニータ         | 34 | 13 | 8  | 13 | 47 | 45 | +2  | 47 |                                        |
| 9  | 横浜F・マリノス        | 34 | 13 | 6  | 15 | 49 | 43 | +6  | 45 |                                        |
| 10 | サンフレッチェ広島     | 34 | 13 | 6  | 15 | 50 | 56 | −6  | 45 |                                        |
| 11 | ジェフユナイテッド千葉 | 34 | 13 | 5  | 16 | 57 | 58 | −1  | 44 |                                        |
| 12 | 大宮アルディージャ     | 34 | 13 | 5  | 16 | 43 | 55 | −12 | 44 |                                        |
| 13 | FC東京                 | 34 | 13 | 4  | 17 | 56 | 65 | −9  | 43 |                                        |
| 14 | アルビレックス新潟     | 34 | 12 | 6  | 16 | 46 | 65 | −19 | 42 |                                        |
| 15 | ヴァンフォーレ甲府     | 34 | 12 | 6  | 16 | 42 | 64 | −22 | 42 |                                        |
| 16 | アビスパ福岡 (R)       | 34 | 5  | 12 | 17 | 32 | 56 | −24 | 27 | J1・J2入れ替え戦 2006                  |
| 17 | セレッソ大阪 (R)       | 34 | 6  | 9  | 19 | 44 | 70 | −26 | 27 | J2 2007へ降格                          |
| 18 | 京都パープルサンガ (R) | 34 | 4  | 10 | 20 | 38 | 74 | −36 | 22 | J2 2007へ降格                          |

最終更新は2006年12月2日の試合終了時
出典: J.League Data Site
順位の決定基準: 1. 勝点; 2. 得失点差; 3. 得点数.
1 浦和レッズが前年の天皇杯で優勝し2007年のACL出場権を確保していることから、川崎フロンターレが出場権を獲得。

## J1得点ランキング
| 順位 | 選手                      | 得点 |
| ---- | ------------------------- | ---- |
| 1    | ワシントン（浦和）        | 26   |
| 1    | マグノ・アウベス（G大阪） | 26   |
| 3    | ジュニーニョ（川崎）      | 20   |
| 4    | ルーカス（FC東京）        | 18   |
| 4    | 我那覇和樹（川崎）        | 18   |
| 4    | 佐藤寿人（広島）          | 18   |
| 7    | 播戸竜二（G大阪）         | 16   |
| 7    | ウェズレイ（広島）        | 16   |
| 7    | チョ・ジェジン（清水）    | 16   |
| 10   | 前田遼一（磐田）          | 15   |